# Hängebeschluss
Ein Hängebeschluss, auch Schiebebeschluss oder Zwischenverfügung, bezeichnet im System des vorläufigen Rechtsschutzes eine auflösend bedingte Zwischenregelung, die noch vor Abschluss eines Eilverfahrens durch das zuständige Gericht ergeht, um einen Zustand vorläufig bis zum Abschluss des Eilverfahrens zu regeln.
Rechtsgrundlage ist unmittelbar Art. 19 Abs. 4 GG, einfachgesetzlich ausgestaltet im Verwaltungsprozessrecht in § 123 VwGO, im Sozialgerichtsprozessrecht in § 86 b Abs. 2 SGG, im Zivilprozess beispielsweise in § 173 Abs. 1 Satz 3 GWB und für das Bundesverfassungsgericht in § 32 BVerfGG.
Zwar ist bereits in Verfahren des einstweiligen Rechtsschutzes an sich das Beschleunigungsgebot zu beachten. Würde aber unter Berücksichtigung der Grundrechte der Beteiligten, insbesondere des Grundrechts auf effektiven Rechtsschutz, auch das Eilverfahren zu lange dauern und sind irreversible Schäden für den Antragsteller nicht anders abwendbar, kann es im Einzelfall notwendig sein, im Rahmen der Folgenabwägung bereits vor Abschluss des Eilverfahrens einen Beschluss zu erlassen, mit dem ein Zustand vorläufig geregelt wird (sogenannter Eil-Eil-Rechtsschutz).
Ein solcher Hängebeschluss kann etwa notwendig sein, wenn sich eine Behörde sachgrundlos weigert, während eines Verfahrens des einstweiligen Rechtsschutzes auf Vollstreckungsmaßnahmen zu verzichten. In diesem Fall kann im Wege des Hängebeschlusses die Vollstreckung bis zum Abschluss des Eilverfahrens ausgesetzt werden.
Ein Hängebeschluss ist nicht erforderlich, wenn die beklagte Behörde eine Stillhaltezusage abgibt.